# Disco Destroyer
Disco Destroyer – ósmy album studyjny niemieckiego zespołu thrash metalowego Tankard. Wydawnictwo ukazało się 12 marca 1998 roku nakładem wytwórni muzycznej Century Media Records. Nagrania zostały zarejestrowane w Spiderhouse Studio w Niemczech. To ostatni album zespołu, na którym zagrał gitarzysta Andy Bulgaropoulos. 

## Lista utworów
Opracowano na podstawie materiału źródłowego.
1. "Serial Killer" - 2:34
2. "Planetwide Suicide" - 4:03
3. "Hard Rock Dinosaur" - 4:15
4. "Queen of Hearts" - 5:12
5. "U-R-B" - 3:59
6. "Mr. Superlover" - 3:53
7. "Tankard Roach Motel" - 3:48
8. "Another Perfect Day" - 3:20
9. "Death By Whips" - 3:31
10. "Away!" - 3:54
11. "Face of the Enemy" - 3:06
12. "Splendid Boyz" - 3:01
13. "Disco Destroyer" - 1:16

## Twórcy
Opracowano na podstawie materiału źródłowego.

- Andreas "Gerre" Geremia - śpiew
- Frank Thorwarth - gitara basowa
- Andy Bulgaropoulos - gitara, miksowanie, inżynieria dźwięku
- Olaf Zissel - perkusja
- Martin Christian - śpiew (gościnnie)
- Markus Corby - śpiew (gościnnie)
- Thorsten Jansen - zdjęcia
- Harris Johns - produkcja, inżynieria dźwięku, miksowanie